# Гаспар де Вігоде
Гаспар де Вігоде (також згадується як Гаспар де Бігоде) (1764, Саррія, Барселона, Князівство Каталонія, Іспанія — 1834, Мадрид, Іспанія) — іспанський військовик з французькими коренями, останній роялістський губернатор Монтевідео.

## Життєпис
Хосе Гаспар де Вігоде народився 1764 року в Саррія-де-Барселона в Князівстві Каталонія, яке було частиною королівства Іспанія.
Де Вігоде брав участь у Великій облозі Гібралтару 1783 року й у Війні в Піренеях 1793 році, де був підвищений до фельдмаршала. Під час Піренейських воєн він командував дивізією в програних іспанцями битвах біля Альмонасіду і Оканьї (1809).
До кінця 1811 року його призначено губернатором Монтевідео, щоб зупинити просування незалежних повстанських сил у районі Ріо-де-ла-Плата. До жовтня 1812 року весь регіон був під контролем повстанців, за винятком самого міста Монтевідео, обложеного військами Хосе Рондо. 31 грудня Вігоде намагався прорвати облогу, але зазнав поразки в битві біля Серріто.
Завдяки постачанню морем, місто трималося до 17 травня 1814 року, коли завдяки морським перемогам адмірала Вільяма Брауна маршрути постачання було перекрито, і в місті настав голод. До кінця червня Вігоде був змушений здати Монтевідео генералу Карлосу Марії де Альвеару.
В наступні роки він залишався в Ріо-де-Жанейро, де намагався помститися Альвеару, якого також заслали в це місто через політичні розбіжності.
1820 року він повернувся до Іспанії, де став капітан-генералом Кастилії та членом Ради Регентства під час Ліберального триріччя. Коли 1823 року король Фердинанд VII повернув собі трон, де Вігоде відбув у вигнання до Франції, звідки він зміг повернутися тільки 1834 року після смерті короля. Того ж року він помер.